# 万方团契歌
《万方团契歌》是一首基督教赞美诗。该诗的词为英国批发商人John Oxenham（笔名，真名为William Arthur Dunkerley）。
关于该诗有一故事。第二次世界大战时，两艘分别载有日本人和美国人的船只抛锚在一处，皆等待回国。此时突然有人唱起该诗歌，双方忘记战场之敌对，同声赞美上帝。